# Tentorium papillatum
Tentorium papillatum är en svampdjursart som först beskrevs av James Barrie Kirkpatrick 1907.  Tentorium papillatum ingår i släktet Tentorium och familjen Polymastiidae. Inga underarter finns listade i Catalogue of Life.